# Rejon wełykoburłucki
Rejon wełykoburłycki (ukr. Великобурлуцький район) – dawna jednostka administracyjna wchodząca w skład obwodu charkowskiego Ukrainy.
Utworzony w 1923, miał powierzchnię 1221 km² i liczył 22 tysięcy mieszkańców. Siedzibą władz rejonowych byłWełykyj Burłuk.
Na terenie rejonu znajdowały się 2 osiedlowe rady i 16 silskich rad, liczących w sumie 64 wsie i 18 osad.
Zlikwidowany 19 lipca 2020 roku w ramach reformy administracyjnej. Jego ziemie weszły w skład nowego rejonu kupiańskiego.